# ブロウ・ユア・マインド
『ブロウ・ユア・マインド』（Blow Your Mind）は、ジャミロクワイの楽曲。

## 解説
本曲は1枚目のスタジオ・アルバム『ジャミロクワイ』に収録されている楽曲で、アルバムからの3枚目のシングルとしてリリースされた。

## 収録曲
日本盤シングル
1. "Blow Your Mind" (Radio Edit) - 3:51
2. "Blow Your Mind" (Parts 1 and 2) - 8:35
3. "When You Gonna Learn" (JK Mix) - 6:20